# Mesasippus scitus
Mesasippus scitus är en insektsart som beskrevs av Leo L. Mishchenko 1951. Mesasippus scitus ingår i släktet Mesasippus och familjen gräshoppor. Inga underarter finns listade i Catalogue of Life.